# Гавац Бивио Скуоле (Белуно)
Гавац Бивио Скуоле (итал. Gavaz Bivio Scuole) је насеље у Италији у округу Белуно, региону Венето.
Према процени из 2011. у насељу је живело 22 становника. Насеље се налази на надморској висини од 1197 м.